# Землетрус в Іллінойсі 1968
Землетрус в Іллінойсі 1968 р. (Подія в Нью-Мадриді) став найбільшим зафіксованим землетрусом у штаті Іллінойсі на Середньому Заході США. Землетрус трапився об 11:02 9 листопада 1968 року та налічував 5,4 балів за шкалою Ріхтера. Незважаючи на те, що смертельних випадків не було, подія спричинила значну структурну шкоду будівлям, включаючи повалення димоходів та трясіння в м. Чикаго, найбільшому місті регіону. Землетрус був одним із найбільш широко відчутних в історії США, в значній мірі вплинув на 23 штатів та площі 580 000 миля2 (1 500 000 км2). Вивчаючи його причину, вчені виявили розлом Коттедж-Гай у басейні Південного Іллінойсу.
У межах регіону мільйони відчули розрив. Реакція на землетрус відрізнялась між людьми; деякі люди поблизу епіцентру не відреагували на струс, поки інші запанікували. Майбутній землетрус у регіоні надзвичайно вірогідний; у 2005 р. сейсмологи та геологи оцінили 90% шансів на тремтіння магнітудою 6–7 до 2055 р., що, ймовірно, походить із сейсмічної зони долини Вабаш на кордоні Іллінойс - Індіана або зони розломів Нью-Мадрида.

## Передумови
Перший землетрус в штаті Іллінойс зафіксовано в 1795 році, коли невеликий землетрус сколихнув прикордонний населений пункт Каскаскії. Дані великих землетрусів - у травні та липні 1909 р. Та листопаді 1968 р. - свідчать про те, що землетруси в цій області мають помірну силу, але їх можна відчути на великій географічній території, здебільшого через відсутність ліній розломів. У травні 1909 року землетрус в Аврорі постраждав від людей в районі 500 000 миля2 (1 300 000 км2); землетрус в Іллінойсі 1968 року відчули ті, хто мешкає в районі близько 580 000 миля2 (1 500 000 км2). Всупереч ідеї про те, що землетруси в регіоні відчуваються на широкій території, шок 1965 р. Був помічений лише поблизу Таммса, хоча він мав такий самий рівень інтенсивності (VII), що і рівень 1909 та 1968 рр. До 1968 року землетруси були зафіксовані в 1838, 1857, 1876,[a] 1881, 1882, 1883, 1887, 1891, 1903, 1905, 1912, 1917, 1922,[b] 1934, 1939, 1947, 1953, 1955, і 1958 р. Починаючи з 1968 року, в цьому ж регіоні в 1972, 1974, 1984 та 2008 роках відбувалися інші землетруси.

## Геологія

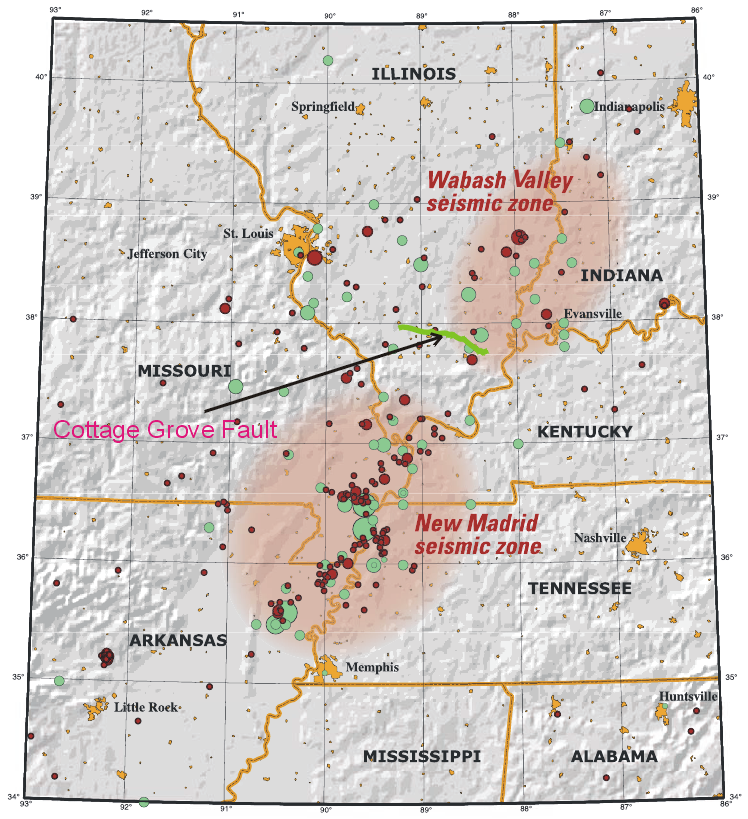
Карта, що відображає зелений розлом котеджного гаю

Землетрус стався в суботу, 9 листопада 1968 року, о 11:02 ранку. Епіцентр землетрусу був трохи на північний захід від Бротона в окрузі Гамільтон і недалеко від кордону Іллінойс - Індіана, приблизно 190 кілометрів (120 миль) схід від Сент-Луїса, штат Міссурі. оточенні епіцентру було кілька містечок, побудованих на рівнинних льодовикових рівнинних озерних рівнинах і низьких пагорбах. Вчені описали розрив як "сильний". Під час землетрусу величини поверхневої хвилі та хвилі тіла вимірювались відповідно на 5,2 та 5,54. Сила землетрусу сягнула 5,4 бала за шкалою Ріхтера. Землетрус стався на глибині 25 кілометрів (16 миль).[c]
Рішення площини розлому для землетрусу підтвердило дві вузлові площини (одна завжди є площиною розлому, інша допоміжною площиною), що наносять удари північ-південь і опускаються приблизно на 45° на схід і на захід. Ця несправність передбачає зворотний рух ковзання та горизонтальну вісь схід - захід обмежувального напруження. На момент землетрусу в безпосередній епіцентральній області не було відомих розломів (див. Нижче), але рух відповідав руху по системі розломів долини Вабаш приблизно 16 кілометрів (16 миль) схід від області. Частково розрив також відбувся в районі Нового Мадридського розлому, відповідального за великі землетруси в Новому Мадриді в 1812 році. Штурхи в Новому Мадриді були найпотужнішими землетрусами, які сталися в сусідніх Сполучених Штатах.
Про причину розриву висувалися різні теорії. Дональд Ролл, директор сейсмології в Університеті Лойоли в Чикаго, припустив, що землетрус був спричинений величезною кількістю мулу, що відкладається річками, створюючи ефект "гойдалки" на плитах під ним. "Вага мулу пригнічувала один кінець блоку і перекидала інший", - сказав він. Врешті-решт вчені зрозуміли, що причиною стала невідома на даний момент помилка - Коттедж-Гров, невелика сльоза на скелі Землі в басейні Південного Іллінойсу поблизу міста Гаррісберг, штат Іллінойс.
Розлом, який вирівняний на схід – захід, з'єднаний із системою розломів долини Вабаш на півночі – півдні на своєму східному кінці. Сейсмографічне картографування, проведене геологами, виявило монокліни, антикліналі та синкліналі, які все припускають деформацію в епоху палеозою, коли поруч відбувалися розряди зі скочуванням. Вина проходить уздовж стародавньої докембрийской террейн кордону. Він був активним в основному в пізній пенсильванський та ранньопермський епохи приблизно 300 мільйонів років тому.

## Пошкодження

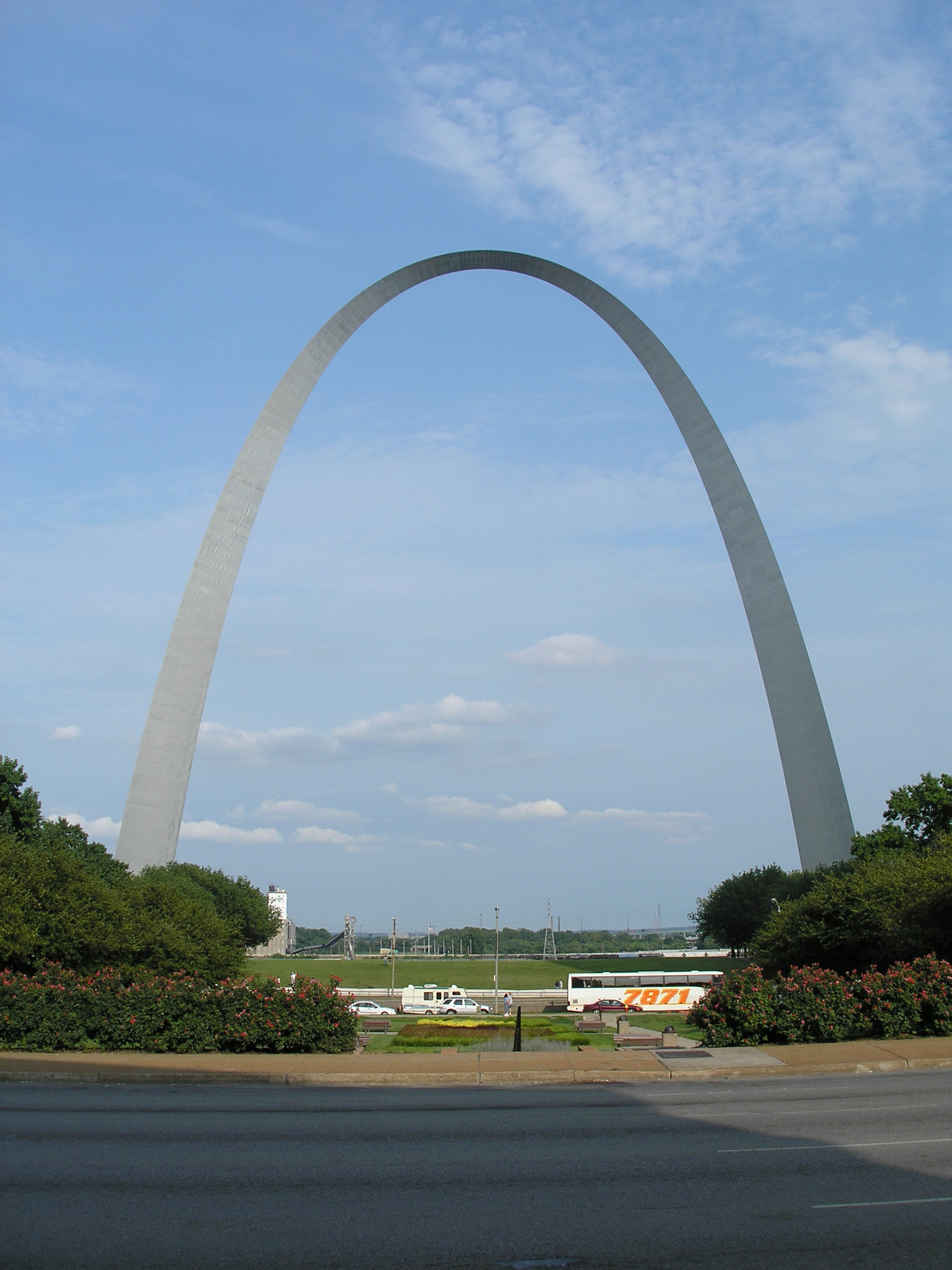
Ворота Заходу затряслися від землетрусу.

Землетрус відчувся в 23 році штатів і торкнулася зони в 580 000 миля2 (1 500 000 км2) . Тремтіння поширилося на схід до Пенсильванії та Західної Вірджинії, на південь до Міссісіпі та Алабами, на північ до Торонто, Онтаріо, Канада, та на захід до Оклахоми. Окремі повідомлення надходили з Бостона, Мобіл, Алабама, Пенсакола, Флорида, південний Онтаріо, Арканзас, Міннесота, Теннессі, Джорджія, Канзас, Огайо, Міссісіпі, Кентуккі, Північна Кароліна, Південна Кароліна, Міссурі, Західна Вірджинія, Алабама, Небраска, Айова, Оклахома, Південна Дакота, Пенсильванія, Мічиган та Вісконсин, імовірно через тремтіння. Найбільше постраждали райони в загальному районі Евансвіль, Індіана, Сент-Луїс та Чикаго, але без великих збитків. Смертей не сталося; найстрашнішою травмою стала дитина, яка втратила свідомість, потрапивши до розвалин надворі біля свого будинку.
Шкода була обмежена Іллінойсом, Індіаною, Кентуккі, Теннессі та південно-центральною Айовою і в основному складалася з впалих димоходів, тріщин фундаменту, обвалених парапетів та перекинутих надгробків. В одному з будинків в Дейлі, штат Іллінойс, недалеко від Такерс- Корнерс і на південному заході від Маклінсборо, землетрус тріснув внутрішніми стінами, штукатуркою та димоходами. Використовуючи тип дослідження жертв, місцеве поштове відділення обстежило жителів та здійснило польовий огляд, який показав, що найсильніше трясіння (MM VII) мало місце в долині Вабаш, долині Огайо та інших сусідніх південно-центральних низинах Іллінойсу. За межами цієї зони чотирьох штатів владами було повідомлено про коливальні об'єкти, включаючи машини, димоходи та арку шлюзу.
Зокрема, Маклінсборо зазнав незначних збитків на великій території. Місцева середня школа повідомила про 19 розбиті вікна в гімназії для дівчат разом із потрісканими штукатурними стінами. Більшість класів середньої школи зазнали зламаних стін. Фасад Першої об’єднаної методистської церкви міста був пошкоджений, а зверху впав цегляно-бетонний блок. Суд округу Гамільтон витримав кілька структурних тріщин, у тому числі одну на стелі над місцем судді. Мешканці міста також повідомили про обвалення димових труб; три димоходи перекинулися в одному будинку, що призвело до подальшої шкоди.
Більшість будівель, які зазнали пошкодження димоходу, були від 30 до 50 років. Будівля міста в Хендерсоні, штат Кентуккі, 80 кілометрів (50 миль) схід-південний схід від епіцентру, зазнав значних структурних пошкоджень. Помірна шкода - включаючи розбиті димоходи та тріщини стін - сталася в містах на півдні центральної частини штату Іллінойс, на південному заході штату Індіана та на північному заході Кентуккі. Наприклад, цистерна з бетонної цегли провалилася за 10 кілометрів (6,2 миль) захід від Дейла.
У Лайнвіллі, штат Айова, близько 130 кілометрів (80 міль) на південь від Де-Мойна на кордоні Міссурі землетрус відчувався як тривалий тремтіння. Землетрус пошкодив водонапірну вежу міста, яка почала витікати 300 гал. США (1 100 л) води годину.
Дональд Ролл правильно передбачив, що землетрус не матиме поштовхів. Пізніше він сказав: "Це був свого роду запобіжний клапан. Тиск, який наростав, був послаблений". Він також описав землетрус як "дуже рідкісне явище".

## Відповідь
Мільйони в цьому районі зазнали землетрусу - першої великої сейсмічної події за останні десятиліття. Після тремтіння в цьому районі підприємства спорожніли. Багато жителів не вірили, що землетрус перевищив 5 балів. Інші не підозрювали, що стався землетрус, наприклад, деякі мешканці вважали, що їхні печі вибухнули а один чоловік вважав, що поштовх був спричинений стрибками його сина. На фабриці Suntone в Маклінсборо, 48 кілометрів (30 міль) від епіцентру, робітники кинулись з будівлі, думаючи про 1 100 гал. США (4 200 л) резервуар для води всередині впав.
Реакція людей була різною; дехто називав себе "шокованим"; інші визнали, що були «хиткими» або нервували протягом усього дня. Гарольд Кіттінгер, працівник заводу Suntone, сказав: "Я не хочу сказати нікому, що я злякався. Але я не тремтів у взутті. Моє взуття рухалося". Одна жінка висунула гіпотезу, що струс був "бомбою". Грейс Стандерфер припустила, що землетрус був раптовим, сказавши: "Я просто злякався до смерті. Ми з чоловіком були в будинку. жалюзі почали хитатися то одним, то іншим способом. Коли прийшов той жахливий вибух, він схопив мене, і ми вибігли на вулицю. У будинку падали і ламались речі. Я сказав йому: "Це все". Я думав, що світу настав кінець. Зовні рухалися дроти. Вітру не було. Земля тремтіла під нашими ногами. Я так злякався. Я не знав, що боюся ". Люди в громаді гори Вернон, штат Іллінойс, були перелякані тремтінням. Однак деякі не помітили землетрусу; Джейн Бессен сказала, що її вечірка була "в машині до Евансвіля і не знали про це, поки ми туди не дійшли".

## Майбутні загрози
У 2005 році вчені визначили, що 90% ймовірності існували внаслідок землетрусу магнітудою 6–7 балів, що стався в районі Нового Мадрида протягом наступних 50 років. Це може завдати потенційно великих збитків у столичному районі Чикаго, де проживає близько 10 мільйонів людей. Вважалося, що тиск на розлом, де відбулися землетруси в Мадриді 1811 – 1812 років, збільшується але пізніші дослідження Еріка Кале з університету Пердью та інших експертів дійшли висновку, що земля, що прилягає до розлому в Новому Мадриді, рухається менше 0,2 мм (0,0079 дюйм) рік, збільшуючи проміжок між очікуваними землетрусами на розломі до 500 – 1000 років. Вчені, передбачаючи майбутній землетрус, пропонують розлом долини Вабаш як можливе джерело, називаючи його "небезпечним".
Дуглас Віенс, професор наук про землю та планети, повідомив: "Найсильніші землетруси за останні кілька років відбулися внаслідок розлому долини Вабаш" і сказав, що розлом потребує більш наукового спостереження. Стівен Обермейр із Геологічної служби США - один з кількох вчених, які виявили відкладення, що свідчать про землетруси в долині Вабаш в 7 балів за шкалою Ріхтера. Майкл Віссесіон, доцент кафедри наук про землю і планети, зневажав мадридську зону розломів і сказав: "у 20 років було три величини 5 або більше землетрусів на розломі долини Вабаш. Є докази того, що колись у минулому розлом долини Вабаш давав таку сильну силу 7 землетрусів. З іншого боку, розлом у Новому Мадриді довгий час був дуже тихим. Очевидно, що розлом долини Вабаш привернув нашу заслужену увагу

## Дивитися також
- Список землетрусів 1968 року
- Список землетрусів в Іллінойсі

## Подальше читання
- Hough, Susan Elizabeth (2002). Earthshaking Science: What We Know (and Don't Know) About Earthquakes. Princeton: Princeton University Press. ISBN 978-0-691-05010-2. OCLC 47831440.